# NK Krim
Nogometni klub Krim (tiếng Việt: Câu lạc bộ bóng đá Krim), thường hay gọi NK Krim hoặc đơn giản Krim, là một câu lạc bộ bóng đá Slovenia đến từ Ljubljana, chỉ thi đấu với đội hình trẻ. Câu lạc bộ được thành lập năm 1945. Đội có tên gọi Jadran Ljubljana năm 1949 và Odred-Krim từ năm 1961 đến năm 1964. Đội vô địch Ljubljana-Littoral League các năm 1957 và 1958, và là á quân của Cúp Cộng hòa Slovenia năm 1962.